# Billeddagbog
Billeddagbog er en dokumentarfilm fra 1984 instrueret af Søren Dahl Andersen efter manuskript af Erik Rytter.

## Handling
En maler er holdt op med at male, og anfører en række årsager hertil. Bl.a. det isolationssyndrom som det seneste århundredes mytedannelse, omkring kunstnerrollen, har fastlåst vores hovedperson i. Købmandsmentalitetens forfladigelse på landets gallerier er en anden årsag. Videogrammet dramatiserer og fortolker denne beslutning via kunstnerens monolog. En konfrontation med myterne.